# Ittihad Tanger (volley-ball)
Pour les articles homonymes, voir Ittihad.
 (juin 2017).
Si vous disposez d'ouvrages ou d'articles de référence ou si vous connaissez des sites web de qualité traitant du thème abordé ici, merci de compléter l'article en donnant les références utiles à sa vérifiabilité et en les liant à la section « Notes et références ».
L'Ittihad Riadhi de Tanger est un club marocain de volley-ball basé à Tanger. Le club comprend aussi une section football et une section basket-ball .
Maillots

## Palmarès
- Championnat du Maroc (4):
  - Champion :2011, 2013, 2015, 2017,2025
  - Vice-Champion :2014, 2016
- Coupe du trône (1):
  - Vainqueur :2017
  - Finaliste :2012, 2013, 2014, 2015
- Super-Coupe (2)
  - Vainqueur :2015,2017